# S'io fossi regina
S'io fossi regina (If I Were Queen) è un film muto del 1922 diretto da Wesley Ruggles.  La sceneggiatura di Carol Warren si basa su The Three Cornered Kingdom, racconto di Du Vernet Rabell, di cui non si conosce la data di pubblicazione.

## Trama
Ruth Townley, ricca ereditiera americana, lascia cadere un braccialetto che le è stato donato da un’amica, la principessa Oluf di Kosnia. Il gioiello viene raccolto dal principe Valdemir di Prebilof che si innamora della proprietaria del braccialetto, che lui crede debba essere la principessa Oluf. Ruth e Valdemir vengono separati, per incontrarsi solo dopo che Oluf ha pubblicamente annunciato il suo proposito di sposare il principe Gregory di Masavania. Valdemir, sempre convinto della falsa identità di Ruth - benché lei cerchi di convincerlo del contrario - la tiene prigioniera almeno finché non converrà di amarlo. Ruth rifiuta la sua proposta, credendo che la vera Oluf desideri sposare Valdemir per firmare un’alleanza tra i loro due regni. Oltretutto, lei vuole essere amata per sé stessa, non per essere scambiata per una principessa. Alla fine, gli innamorati riescono ad avere una spiegazione: Oluf sposa Gregory, mentre Ruth diventa la principessa di Valdemir.

## Produzione
Le riprese del film, prodotto dalla Robertson-Cole Pictures Corporation, iniziarono nel luglio 1922 e durarono cinque settimane. Il 12 agosto 1922, Exhibitors Herald annunciava che il regista Wesley Ruggles stava dirigendo Ethel Clayton in The Three Cornered Kingdom, titolo di lavorazione di If I Were Queen.

## Distribuzione
Il copyright del film, richiesto dalla R-C Pictures, fu registrato il 15 ottobre 1922 con il numero LP18383.
Distribuito dalla Film Booking Offices of America e presentato da Pat Powers, il film uscì nelle sale cinematografiche statunitensi il 15 ottobre 1922. In Finlandia, il film fu distribuito il 7 settembre 1925. In Italia, distribuito dalla Robertson Cole nel novembre 1925, ottenne il visto numero 22146.
Non si conoscono copie ancora esistenti della pellicola che viene considerata presumibilmente perduta.